# Жан, Вайклеф
Нель Юст Ва́йклеф Жан (англ. Nel Ust Wyclef Jean [ˈwaɪklɛf ˈʒɒ̃]) — американский исполнитель хип-хопа, род. 17 октября 1969 года в Гаити.
Наряду с Карлос Сантана, Авичи и Алешандре Пирес исполнял официальный гимн чемпионата мира по футболу 2014 года в Бразилии на церемонии закрытия турнира.

## Биография
Сын пастора Церкви Назарянина. Был назван в честь средневекового реформатора Джона Виклифа. Когда Вайклифу было девять лет, его семья переехала в Бруклин, а позднее — в Нью-Джерси. 
Музыкальная карьера Вайклефа началась с участия в хип-хоп трио The Fugees, где его партнёрами были Лорин Хилл и двоюродный брат Жана Прас Мишель. Наивысшим достижением дебютного альбома The Fugees Blunted on Reality стало 49 место в Billboard Hot 100, в мире было продано более чем 2 миллиона его копий.
В 1997 году Вайклеф выпустил первый сольный альбом «The Carnival». Выпущенный в 2000 году второй сольный альбом The Ecleftic: 2 Sides II a Book был записан с приглашёнными исполнителями, в их числе: Юссу Н’Дур, Earth, Wind & Fire, Кенни Роджерс; Дуэйн Джонсон и Мэри Джей Блайдж. С Блайдж Вайклиф выпустил сингл «911». В 2000 году Вайклиф был включён в номинацию MTV Europe Music Awards «Лучший хип-хоп артист».
Иллюстрируя своё утопическое представление о братстве людей со всего мира, Вайклеф выпускает эклектические записи с элементами самых разнообразных стилей, среди которых преобладает традиционное для Гаити регги. Он никогда не разрывал связей со своим родным островом и официально является его «послом доброй воли» за рубежом.
Продюсировал записи Уитни Хьюстон, Карлоса Сантаны и женской группы Destiny's Child. В 2006 году он в дуэте с Шакирой записал танцевальную композицию «Hips Don’t Lie», которая возглавила большинство хит-парадов мира, включая Billboard Hot 100.
В 2010 году он планировал принять участие в президентских выборах в Гаити, но Центризбирком Гаити отказал ему в регистрации. Вайклеф заявил, что, хотя он и не согласен с решением Центризбиркома, но принимает его и призывает своих сторонников сделать то же.
В 2011 году Президентом Республики Гаити возведён в Гранд-офицеры Национального ордена Почёта и Заслуг.

## Дискография
Студийные альбомы
- 1997: The Carnival
- 2000: The Ecleftic: 2 Sides II a Book
- 2002: Masquerade
- 2003: Greatest Hits
- 2003: The Preacher’s Son
- 2004: Welcome to Haiti: Creole 101
- 2006: Ghosts of Cité Soleil
- 2007: Carnival Vol. II: Memoirs of an Immigrant
- 2009: From the Hut, To the Projects, To the Mansion
- 2010: If I Were President: My Haitian Experience
- 2015: Clefication
- 2017: Carnival III: The Fall and Rise of a Refugee

## Фильмография
- Нэшвилл (сериал) (2012—2013)
- Black November (2012)
- Redline (2007)
- Full Clip (2006)
- One Last Thing… (2005)
- Третья смена (2005)
- Dirty (2005)
- Стрельба (2002)
- Carmen: A Hip Hopera (2001)